# Ctenomys sylvanus
Ctenomys sylvanus és una espècie de mamífer rosegador de la família dels ctenòmids. És endèmic del nord-oest de l'Argentina (províncies de Jujuy i Salta). Se sap molt poca cosa sobre el seu hàbitat i la seva història natural. Es desconeix si hi ha cap amenaça significativa per a la supervivència d'aquesta espècie.